# Dinarthrum inthanon
Dinarthrum inthanon är en nattsländeart som beskrevs av Malicky och Chantaramongkol 1994. Dinarthrum inthanon ingår i släktet Dinarthrum och familjen kantrörsnattsländor. Inga underarter finns listade i Catalogue of Life.